# Transports au Koweït

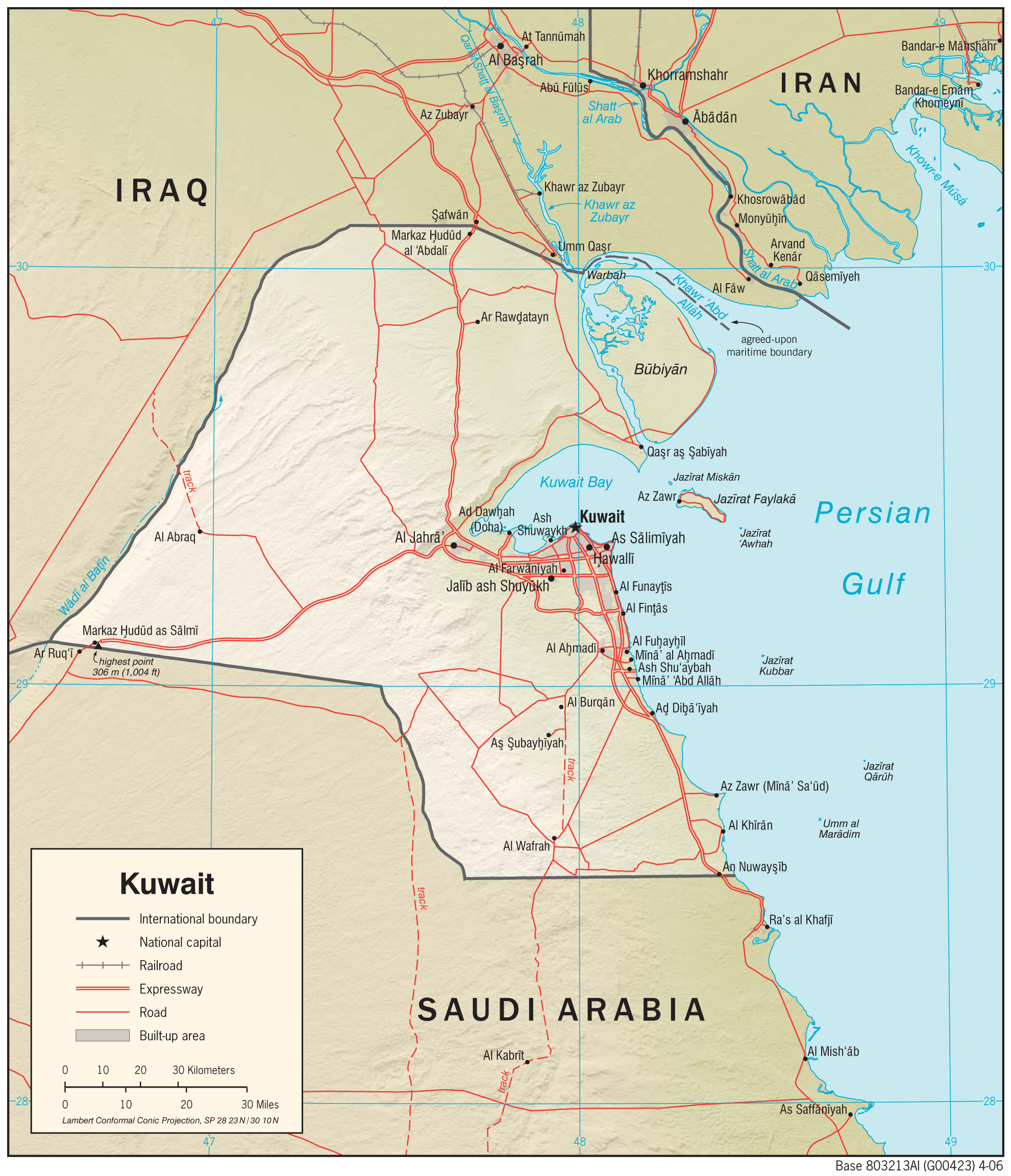
Carte du Koweït avec ses principales routes.

Le pays étant riche en pétrole, les transports au Koweït sont largement axé sur le transport routier avec une voiture pour 2,25 personnes. Le pays ne dispose pas de réseau ferré et l'unique réseau de transport public utilise le bus. Plusieurs voies ferrées sont en projet depuis de nombreuses années[Quand ?], y compris un métro dans la ville de Koweït. Le Koweït possède plusieurs ports maritimes le long du golfe Persique. Il y a sept aéroports, le plus grand étant l'aéroport international de Koweït.

## Réseau ferré

### Vue d'ensemble
Le Koweït n'a pas de chemins de fer, bien que la congestion croissante sur les routes a conduit à la planification de plusieurs projets. La ville de Koweït formerait un terminus du chemin de fer du Gulf Railway, un réseau ferré de 2000 kilomètres qui fonctionnerait du Koweït à Oman, en passant par les villes du golfe Persique. Un réseau de métro de quatre lignes (171 km) est également en projet pour la ville de Koweït. Une voie ferrée privée d'une longueur inconnue est également proposée dans le cadre d'un projet nommé Le Boulevard. Ce parc devrait être ouvert en avril 2016.

### Métro
Le projet de réseau de transport rapide métropolitain de Koweït est un projet de réseau de métro devant totaliser plus de 160 km de voie, avec quatre lignes et 69 stations. Cependant pour des raisons financières le projet a été abandonné en 2023

## Transport routier
En tant que nation dotée d'une voiture pour 2,25 personnes, le Koweït est largement dépendant du réseau routier pour le transport. La longueur totale des routes (revêtues et non-revêtues) était de 6 524 km en 2009. La congestion du trafic est courant tout au long de la journée en particulier dans la capitale.
Comme il n'y a pas de réseau de chemin de fer, le transport public au Koweït se compose uniquement de bus. La société d'État Kuwait Public Transportation Company a été créée en 1962. Elle exploite des lignes de bus à travers le Koweït mais également vers d'autres pays du golfe persique. La principale compagnie de bus privée est CityBus, qui exploite 20 lignes à travers le pays. Une autre compagnie de bus privée, Kuwait Gulf Link Public Transport Services, a commencé ses activités en 2006. Elle exploite des lignes locales et lignes de plus grandes distances vers les pays arabes voisins.

## Transport maritime

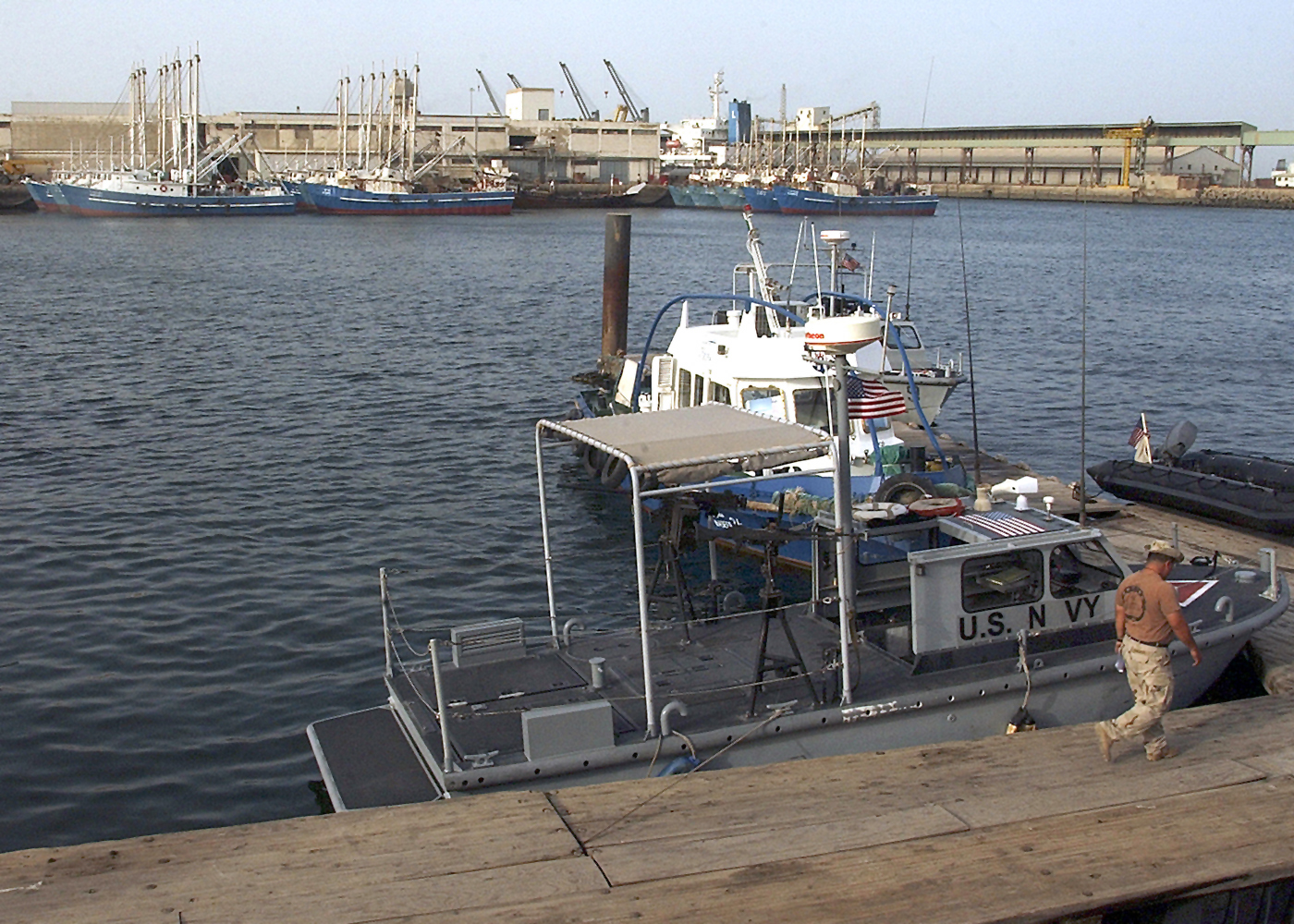
Port d'Ash Shu'aybah

Le Koweït se trouve sur le golfe Persique ; on compte entre autres les ports suivants : Ash Shu'aybah, Ash Shuwaykh, Koweït, Mina'Abd Allah, Mina' al Ahmadi, Mina' Su'ud.